# Festival Eurovisão da Canção 2024
O Festival Eurovisão da Canção 2024 foi a 68.ª edição do Festival Eurovisão da Canção. Realizou-se em Malmo, Suécia e o vencedor foi Nemo com a música "The Code". Foi organizado pela União Europeia de Radiodifusão (UER/EBU) em conjunto com a emissora anfitriã, a Televisão Pública da Suécia (SVT). As duas semifinais tiveram lugar nos dias 7 e 9 de maio, enquanto a final decorreu a 11 de maio.
A 14 de Novembro de 2023, a União Europeia de Radiodifusão anunciou que "United By Music" ("unidos através da música") tinha sido escolhido como o slogan da edição de 2024, o mesmo que no ano anterior, slogan esse que se manterá nas próximas edições do festival.

## Localização
O festival realiza-se na Suécia, após a vitória do país na edição de 2023 com a música "Tattoo", de Loreen. É a sétima vez que o país acolhe o festival, depois de Estocolmo em 1975, 2000 e 2016, Gotemburgo em 1985 e Malmö em 1992 e 2013.

### Fase de seleção
Imediatamente após a vitória da Suécia no Festival Eurovisão da Canção 2023, as primeiras cidades a manifestar interesse em organizar a edição de 2024 foram Estocolmo, Gotemburgo e Malmö, as três maiores cidades do país, que já haviam sediado o certame em ocasiões anteriores (Estocolmo em 1975, 2000 e 2016, Gotemburgo em 1985 e Malmö em 1992 e 2013). Para além destas, várias outras cidades também manifestaram a intenção de concorrer nos dias que se seguiram à vitória de 2023, nomeadamente Eskilstuna, Jönköping, Örnsköldsvik, Partille e Sandviken.
A SVT estabeleceu como prazo 12 de junho de 2023 para as cidades interessadas se inscreverem formalmente. Estocolmo e Gotemburgo anunciaram oficialmente as suas propostas a 7 e 10 de junho, respectivamente, seguidos por Malmö e Örnsköldsvik a 13 de junho. A 8 de junho, o município de Sandviken decidiu desistir, e em Jönköping, Helene Berg, diretora administrativa da agência de turismo de Småland, pediu às autoridades locais que apresentassem uma candidatura, o que náo aconteceu, por falta de meios financeiros e de uma arena que cumprisse os requisitos de capacidade da União Europeia de Radiodifusão.
Pouco antes do encerramento do período de inscrições, a SVT revelou ter recebido propostas de várias cidades, embora não tenha especificado quais. A 7 de julho, Malmö foi escolhida como a cidade anfitriã.
Chave:
 †  Cidade selecionada  ‡  Cidades finalistas  ‡  Cidades pré-selecionadas       Cidades não selecionadas
| Cidade         | Local                   | Capacidade | Notas | Ref.                               |
| -------------- | ----------------------- | ---------- | --- | ---------------------------------- |
| Eskilstuna     | Stiga Sports Arena      | 5 000      | Acolheu a ronda da Segunda Oportunidade do Melodifestivalen em 2020. Não cumpre os requisitos de capacidade da União Europeia de Radiodifusão. | [ 15 ]                             |
| Estocolmo ‡    | Friends Arena           | 65 000     | Acolheu a final do Melodifestivalen desde 2013. No entanto, foi anunciado que irá receber um concerto de Taylor Swift a 17 de maio de 2024, dificultando a utilização da arena para o certame, | [ 16 ] [ 17 ]                      |
| Estocolmo ‡    | Tele2 Arena             | 15 500     | Oposto pelos inquilinos Djurgårdens IF e Hammarby Fotboll | [ 18 ] [ 19 ]                      |
| Estocolmo ‡    | Arena ad-hoc temporária | 14 700     | No final de junho de 2023, vários meios de comunicação suecos relataram que a candidatura de Estocolmo foi definida para construir uma arena temporária em Frihamnen, um porto de cruzeiros, motivada pelas necessidades de produção do concurso e dificuldades em encontrar locais vagos durante as semanas necessárias. | [ 20 ] [ 21 ] [ 22 ] [ 23 ] [ 24 ] |
| Gotemburgo ‡   | Scandinavium            | 14 000     | Acolheu o Festival Eurovisão da Canção 1985 | [ 25 ] [ 26 ] [ 27 ]               |
| Jönköping      | Husqvarna Garden        | 7 000      | Sediou as eliminatórias do Melodifestivalen em 2007. Promovido pela agência de turismo de Småland, mas contestado pela do município. Não cumpre os requisitos de capacidade da União Europeia de Radiodifusão. |                                    |
| Malmö †        | Malmö Arena             | 15 500     | Acolheu o Festival Eurovisão da Canção 2013 | [ 28 ] [ 29 ] [ 30 ]               |
| Örnsköldsvik ‡ | Hägglunds Arena         | 9 800      | Acolheu as semifinais do Melodifestivalen em 2007, 2010, 2014 e 2018 | [ 31 ] [ 32 ]                      |
| Partille       | Partille Arena          | 5 500      | Acolheu o Coro da Eurovisão 2019. Não cumpre os requisitos de capacidade da União Europeia de Radiodifusão. | [ 33 ]                             |
| Sandviken      | Göransson Arena         | 10 000     | Sediou as eliminatórias do Melodifestivalen em 2010. Os planos incluíam a cooperação de outros municípios em Gävleborg. No entanto, retirou a candidatura a 9 de junho, devido aos elevados custos que acarretaria a organização da edição.                                                                               | [ 34 ] [ 35 ]                      |

## Países participantes
A 5 de dezembro de 2023, foram revelados que estariam presentes 37 países, incluindo o Luxemburgo, que participa pela primeira vez desde 1993. No entanto, a participação da Roménia só foi decidida a 25 de janeiro de 2024, com a confirmação da sua desistência.
| País participante | Artista                     | Título original da canção                                | Idiomas de interpretação | Data da seleção                                                 |
| País participante | Artista                     | Tradução em português                                    | Idiomas de interpretação | Data da seleção                                                 |
| ----------------- | --------------------------- | -------------------------------------------------------- | ------------------------ | --------------------------------------------------------------- |
| Albânia           | Besa Kokëdhima              | "Titan"                                                  | Inglês                   | 22 de dezembro de 2023                                          |
| Albânia           | Besa Kokëdhima              | Titã                                                     | Inglês                   | 22 de dezembro de 2023                                          |
| Alemanha          | Isaak                       | "Always On The Run"                                      | Inglês                   | 16 de fevereiro de 2024                                         |
| Alemanha          | Isaak                       | Sempre em fuga                                           | Inglês                   | 16 de fevereiro de 2024                                         |
| Arménia           | Ladaniva                    | "Jako" (Ժակո)                                            | Arménio                  | 13 de março de 2024                                             |
| Arménia           | Ladaniva                    | Jako                                                     | Arménio                  | 13 de março de 2024                                             |
| Áustria           | Kaleen                      | "We Will Rave"                                           | Inglês                   | Artista: 16 de janeiro de 2024 Canção: 1 de março de 2024       |
| Áustria           | Kaleen                      | Iremos festejar                                          | Inglês                   | Artista: 16 de janeiro de 2024 Canção: 1 de março de 2024       |
| Austrália         | Electric Fields             | "One Milkali (One Blood)"                                | Inglês & Yankunytjatjara | 5 de março de 2024                                              |
| Austrália         | Electric Fields             | Um Sangue                                                | Inglês & Yankunytjatjara | 5 de março de 2024                                              |
| Azerbaijão        | Fahree feat. Ilkin Dovlatov | "Özünlə apar"                                            | Inglês & Azeri           | Artista: 7 de março de 2024 Canção: 1 de março de 2024          |
| Azerbaijão        | Fahree feat. Ilkin Dovlatov | Leva-me contigo                                          | Inglês & Azeri           | Artista: 7 de março de 2024 Canção: 1 de março de 2024          |
| Bélgica           | Mustii                      | "Before the Party's Over"                                | Inglês                   | Artista: 30 de agosto de 2023 Canção: 20 de fevereiro de 2024   |
| Bélgica           | Mustii                      | Antes da Festa Acabar                                    | Inglês                   | Artista: 30 de agosto de 2023 Canção: 20 de fevereiro de 2024   |
| Chéquia           | Aiko                        | "Pedestal"                                               | Inglês                   | 12 de dezembro de 2023                                          |
| Chéquia           | Aiko                        | Pedestal                                                 | Inglês                   | 12 de dezembro de 2023                                          |
| Chipre            | Silia Kapsis                | "Liar"                                                   | Inglês                   | Artista: 25 de setembro de 2023                                 |
| Chipre            | Silia Kapsis                | Mentiroso                                                | Inglês                   | Artista: 25 de setembro de 2023                                 |
| Croácia           | Baby Lasagna                | "Rim Tim Tagi Dim"                                       | Inglês                   | 25 de fevereiro de 2024                                         |
| Croácia           | Baby Lasagna                | Rim Tim Tagi Dim                                         | Inglês                   | 25 de fevereiro de 2024                                         |
| Dinamarca         | Saba                        | "Sand"                                                   | Inglês                   | 17 de fevereiro de 2024                                         |
| Dinamarca         | Saba                        | Areia                                                    | Inglês                   | 17 de fevereiro de 2024                                         |
| Eslovénia         | Raiven                      | "Veronika"                                               | Eslovena                 | Artista: 12 de dezembro de 2023 Canção: 20 de janeiro de 2024   |
| Eslovénia         | Raiven                      | Verónica                                                 | Eslovena                 | Artista: 12 de dezembro de 2023 Canção: 20 de janeiro de 2024   |
| Espanha           | Nebulossa                   | "Zorra"                                                  | Castelhano               | 3 de fevereiro de 2024                                          |
| Espanha           | Nebulossa                   | Raposa                                                   | Castelhano               | 3 de fevereiro de 2024                                          |
| Estónia           | 5miinust & Puuluup          | "(Nendest) narkootikumidest ei tea me (küll) midagi"     | Estónio                  | 17 de fevereiro de 2024                                         |
| Estónia           | 5miinust & Puuluup          | Nós (na realidade) não sabemos nada sobre (estas) drogas | Estónio                  | 17 de fevereiro de 2024                                         |
| Finlândia         | Windows95man                | "No Rules!"                                              | Inglês                   | 10 de fevereiro de 2024                                         |
| Finlândia         | Windows95man                | Sem regras!                                              | Inglês                   | 10 de fevereiro de 2024                                         |
| França            | Slimane                     | "Mon amour"                                              | Francês                  | 8 de novembro de 2023                                           |
| França            | Slimane                     | Meu Amor                                                 | Francês                  | 8 de novembro de 2023                                           |
| Geórgia           | Nutsa Buzaladze             | "Firefighter"                                            | Inglês                   | Artista: 12 de janeiro de 2024 Canção: 11 de março de 2024      |
| Geórgia           | Nutsa Buzaladze             | Bombeira                                                 | Inglês                   | Artista: 12 de janeiro de 2024 Canção: 11 de março de 2024      |
| Grécia            | Marina Satti                | "Zari" (Ζάρι)                                            | Grego & Inglês           | Artista: 24 de outubro de 2023 Canção: 7 de março de 2024       |
| Grécia            | Marina Satti                | Dado                                                     | Grego & Inglês           | Artista: 24 de outubro de 2023 Canção: 7 de março de 2024       |
| Irlanda           | Bambie Thug                 | "Doomsday Blue"                                          | Inglês                   | 26 de janeiro de 2024                                           |
| Irlanda           | Bambie Thug                 | Juízo Final Azul                                         | Inglês                   | 26 de janeiro de 2024                                           |
| Islândia          | Hera Björk                  | "Scared of Heights"                                      | Inglês                   | 2 de março de 2024                                              |
| Islândia          | Hera Björk                  | Medo das alturas                                         | Inglês                   | 2 de março de 2024                                              |
| Israel            | Eden Golan                  | "Hurricane"                                              | Inglês & Hebraico        | Artista: 6 de fevereiro de 2024 Canção: 10 de março de 2024     |
| Israel            | Eden Golan                  | Furacão                                                  | Inglês & Hebraico        | Artista: 6 de fevereiro de 2024 Canção: 10 de março de 2024     |
| Itália            | Angelina Mango              | "La noia"                                                | Italiano                 | 10 de fevereiro de 2024                                         |
| Itália            | Angelina Mango              | O Tédio                                                  | Italiano                 | 10 de fevereiro de 2024                                         |
| Letónia           | Dons                        | "Hollow"                                                 | Inglês                   | 10 de fevereiro de 2024                                         |
| Letónia           | Dons                        | Vazio                                                    | Inglês                   | 10 de fevereiro de 2024                                         |
| Lituânia          | Silvester Belt              | "Luktelk"                                                | Lituano                  | 17 de fevereiro de 2024                                         |
| Lituânia          | Silvester Belt              | Espera                                                   | Lituano                  | 17 de fevereiro de 2024                                         |
| Luxemburgo        | Tali                        | "Fighter"                                                | Francês & Inglês         | 27 de janeiro de 2024                                           |
| Luxemburgo        | Tali                        | Lutadora                                                 | Francês & Inglês         | 27 de janeiro de 2024                                           |
| Malta             | Sarah Bonnici               | "Loop"                                                   | Inglês                   | 3 de fevereiro de 2024                                          |
| Malta             | Sarah Bonnici               | Repetição                                                | Inglês                   | 3 de fevereiro de 2024                                          |
| Moldávia          | Natalia Barbu               | "In the Middle"                                          | Inglês                   | 17 de fevereiro de 2024                                         |
| Moldávia          | Natalia Barbu               | No meio                                                  | Inglês                   | 17 de fevereiro de 2024                                         |
| Noruega           | Gåte                        | "Ulveham"                                                | Norueguês                | 3 de fevereiro de 2023                                          |
| Noruega           | Gåte                        | Pele de lobo                                             | Norueguês                | 3 de fevereiro de 2023                                          |
| Países Baixos     | Joost Klein                 | "Europapa"                                               | Holandês                 | Artista: 11 de dezembro de 2023 Canção: 29 de fevereiro de 2024 |
| Países Baixos     | Joost Klein                 | Europai                                                  | Holandês                 | Artista: 11 de dezembro de 2023 Canção: 29 de fevereiro de 2024 |
| Polónia           | Luna                        | "The Tower"                                              | Inglês                   | 19 de fevereiro de 2024                                         |
| Polónia           | Luna                        | A torre                                                  | Inglês                   | 19 de fevereiro de 2024                                         |
| Portugal          | Iolanda                     | "Grito"                                                  | Português                | 9 de março de 2024                                              |
| Portugal          | Iolanda                     | Grito                                                    | Português                | 9 de março de 2024                                              |
| Reino Unido       | Olly Alexander              | "Dizzy"                                                  | Inglês                   | Artista: 16 de dezembro de 2023 Canção: 1 de março de 2024      |
| Reino Unido       | Olly Alexander              | Atordoado                                                | Inglês                   | Artista: 16 de dezembro de 2023 Canção: 1 de março de 2024      |
| San Marino        | Megara                      | "11:11"                                                  | Castelhano & Italiano    | 24 de fevereiro de 2024                                         |
| San Marino        | Megara                      | 11:11                                                    | Castelhano & Italiano    | 24 de fevereiro de 2024                                         |
| Sérvia            | Teya Dora                   | "Ramonda" (Рамонда)                                      | Sérvio                   | 2 de março de 2024                                              |
| Sérvia            | Teya Dora                   | Ramonda                                                  | Sérvio                   | 2 de março de 2024                                              |
| Suécia            | Marcus & Martinus           | "Unforgettable"                                          | Inglês                   | 9 de março de 2024                                              |
| Suécia            | Marcus & Martinus           | Inesquecível                                             | Inglês                   | 9 de março de 2024                                              |
| Suíça             | Nemo                        | "The Code"                                               | Inglês                   | 29 de fevereiro de 2024                                         |
| Suíça             | Nemo                        | O código                                                 | Inglês                   | 29 de fevereiro de 2024                                         |
| Ucrânia           | Alyona Alyona & Jerry Heil  | "Teresa & Maria"                                         | Ucraniano & Inglês       | 4 de fevereiro de 2024                                          |
| Ucrânia           | Alyona Alyona & Jerry Heil  | Teresa e Maria                                           | Ucraniano & Inglês       | 4 de fevereiro de 2024                                          |

### Semifinais
As semifinais realizaram-se nos dias 7 e 9 de maio de 2024 pelas 20h00 (UTC+1). A ordem de atuação dos países foi revelada a 30 de janeiro.

#### 1.ª semifinal
Os países participantes, em conjunto com a Alemanha, o Reino Unido, a Suécia e o Resto do Mundo (votação agregada dos países não-participantes), votam nesta semifinal. Além das canções concorrentes, o Reino Unido, a Alemanha e a Suécia apresentaram as suas músicas durante a semifinal, aparecendo no palco após as participações da Irlanda, Islândia e Moldávia, respetivamente.
A primeira semifinal foi aberta pelos ex-participantes Eleni Foureira, Eric Saade e Chanel, que interpretaram as respetivas músicas concorrentes – "Fuego" (Chipre 2018), "Popular" (Suécia 2011) e "SloMo" (Espanha 2022). Como atos de intervalo, a semifinal contará com o tricampeão da Irlanda (1980, 1987 e 1992) Johnny Logan apresentando a música vencedora sueca de 2012 "Euphoria", e o participante sueco de 2018 Benjamin Ingrosso apresentando um medley das suas canções "Who's Laughing Now", "Kite" e "Honey Boy". De acordo com um relatório do Aftonbladet, a artista original Loreen deveria inicialmente se apresentar com Johnny Logan, mas decidiu não fazê-lo.
| #   | País       | Artista                     | Canção                    | Lugar | Pontos |
| --- | ---------- | --------------------------- | ------------------------- | ----- | ------ |
| 1º  | Chipre     | Silia Kapsis                | "Liar"                    | 6º    | 67     |
| 2º  | Sérvia     | Teya Dora                   | "Ramonda" (Рамонда)       | 10º   | 47     |
| 3º  | Lituânia   | Silvester Belt              | "Luktelk"                 | 4º    | 119    |
| 4º  | Irlanda    | Bambie Thug                 | "Doomsday Blue"           | 3º    | 124    |
| 5º  | Ucrânia    | Alyona Alyona & Jerry Heil  | "Teresa & Maria"          | 2º    | 173    |
| 6º  | Polónia    | Luna                        | "The Tower"               | 12º   | 35     |
| 7º  | Croácia    | Baby Lasagna                | "Rim Tim Tagi Dim"        | 1º    | 177    |
| 8º  | Islândia   | Hera Björk                  | "Scared of Heights"       | 15º   | 3      |
| 9º  | Eslovénia  | Raiven                      | "Veronika"                | 9º    | 51     |
| 10º | Finlândia  | Windows95man                | "No Rules!"               | 7º    | 59     |
| 11º | Moldávia   | Natalia Barbu               | "In the Middle"           | 13º   | 20     |
| 12º | Azerbaijão | Fahree feat. Ilkin Dovlatov | "Özünlə apar"             | 14º   | 11     |
| 13º | Austrália  | Electric Fields             | "One Milkali (One Blood)" | 11º   | 41     |
| 14º | Portugal   | Iolanda                     | "Grito"                   | 8º    | 58     |
| 15º | Luxemburgo | Tali                        | "Fighter"                 | 5º    | 117    |

#### 2.ª semifinal
Os países participantes, em conjunto com a Espanha, a França, a Itália e o Resto do Mundo (votação agregada dos países não-participantes), votam nesta semifinal. Além das canções concorrentes, a França, a Espanha e a Itália apresentaram as suas canções durante o espetáculo, aparecendo no palco após as músicas da Chéquia, Letónia e Estónia, respetivamente.
O intervalo da segunda semifinal contou com Helena Paparizou, Sertab Erener e Charlotte Perrelli que interpretaram as respetivas músicas concorrentes vencedoras - "My Number One" (Grécia 2005), "Everyway That I Can" (Turquia 2003) e "Take Me to Your Heaven" (Suécia 1999) - com o público a cantar em conjunto.
| #   | País          | Artista            | Canção                                               | Lugar | Pontos |
| --- | ------------- | ------------------ | ---------------------------------------------------- | ----- | ------ |
| 1º  | Malta         | Sarah Bonnici      | "Loop"                                               | 16º   | 13     |
| 2º  | Albânia       | Besa Kokëdhima     | "Titan"                                              | 15º   | 14     |
| 3º  | Grécia        | Marina Satti       | "Zari" (Ζάρι)                                        | 5º    | 86     |
| 4º  | Suíça         | Nemo               | "The Code"                                           | 4º    | 132    |
| 5º  | Chéquia       | Aiko               | "Pedestal"                                           | 11º   | 38     |
| 6º  | Áustria       | Kaleen             | "We Will Rave"                                       | 9º    | 46     |
| 7º  | Dinamarca     | Saba               | "Sand"                                               | 12º   | 36     |
| 8º  | Arménia       | Ladaniva           | "Jako"                                               | 3º    | 137    |
| 9º  | Letónia       | Dons               | "Hollow"                                             | 7º    | 72     |
| 10º | San Marino    | Megara             | "11:11"                                              | 14º   | 16     |
| 11º | Geórgia       | Nutsa Buzaladze    | "Firefighter"                                        | 8º    | 54     |
| 12º | Bélgica       | Mustii             | "Before the Party's Over"                            | 13º   | 18     |
| 13º | Estónia       | 5miinust & Puuluup | "(Nendest) narkootikumidest ei tea me (küll) midagi" | 6º    | 79     |
| 14º | Israel        | Eden Golan         | "Hurricane"                                          | 1º    | 194    |
| 15º | Noruega       | Gåte               | "Ulveham"                                            | 10º   | 43     |
| 16º | Países Baixos | Joost Klein        | "Europapa"                                           | 2º    | 182    |

### Final
A final realizou-se no dia 11 de maio de 2024 pelas 20h00 (UTC+1).
A final foi aberta por Björn Skifs, que interpretou "Hooked on a Feeling", seguida do desfile das bandeiras, acompanhada por um medley de canções suecas. Os intervalos foram protagonizados pela banda sueca Alcazar, que interpretou "Crying at the Discoteque"; um tributo à música vencedora da edição de 1974 "Waterloo", dos ABBA, protagonizado por Carola (Suécia 1991), Charlotte Perrelli (Suécia 1999) e Conchita Wurst (Áustria 2014), antecedido por um segmento pré-gravado com os ABBA, sobre a sua experiência eurovisiva; e Loreen, que apresentou o seu novo single "Forever" e "Tattoo", a canção vencedora do Festival Eurovisão da Canção 2023.
Apesar de se ter qualificado para a final, os Países Baixos foram desqualificados, devido a um episódio de agressão física, protagonizado pelo artista holandês Joost Klein, a um membro da produção. No entanto, a ordem de atuação manterve-se a mesma, assim como o direito de voto dos Países Baixos.
     Desclassificado
| #   | País          | Artista                    | Canção                                               | Lugar           | Pontos          |
| --- | ------------- | -------------------------- | ---------------------------------------------------- | --------------- | --------------- |
| 1º  | Suécia        | Marcus & Martinus          | "Unforgettable"                                      | 9º              | 174             |
| 2°  | Ucrânia       | Alyona Alyona & Jerry Heil | "Teresa & Maria"                                     | 3º              | 453             |
| 3°  | Alemanha      | Isaak                      | "Always On The Run"                                  | 12º             | 117             |
| 4°  | Luxemburgo    | Tali                       | "Fighter"                                            | 13º             | 103             |
| 5º  | Países Baixos | Joost Klein                | "Europapa"                                           | Desclassificado | Desclassificado |
| 6º  | Israel        | Eden Golan                 | "Hurricane"                                          | 5º              | 375             |
| 7°  | Lituânia      | Silvester Belt             | "Luktelk"                                            | 14º             | 90              |
| 8°  | Espanha       | Nebulossa                  | "Zorra"(a)                                           | 22º             | 30              |
| 9º  | Estónia       | 5miinust & Puuluup         | "(Nendest) narkootikumidest ei tea me (küll) midagi" | 20º             | 37              |
| 10° | Irlanda       | Bambie Thug                | "Doomsday Blue"                                      | 6º              | 278             |
| 11º | Letónia       | Dons                       | "Hollow"                                             | 16º             | 64              |
| 12º | Grécia        | Marina Satti               | "Zari" (Ζάρι)                                        | 11º             | 126             |
| 13° | Reino Unido   | Olly Alexander             | "Dizzy"                                              | 18º             | 46              |
| 14º | Noruega       | Gåte                       | "Ulveham"                                            | 25º             | 16              |
| 15° | Itália        | Angelina Mango             | "La noia"                                            | 7º              | 268             |
| 16° | Sérvia        | Teya Dora                  | "Ramonda" (Рамонда)                                  | 17º             | 54              |
| 17° | Finlândia     | Windows95man               | "No Rules!"                                          | 19º             | 38              |
| 18° | Portugal      | Iolanda                    | "Grito"                                              | 10º             | 152             |
| 19º | Arménia       | Ladaniva                   | "Jako"                                               | 8º              | 183             |
| 20° | Chipre        | Silia Kapsis               | "Liar"                                               | 15º             | 78              |
| 21° | Suíça         | Nemo                       | "The Code"                                           | 1º              | 591             |
| 22° | Eslovénia     | Raiven                     | "Veronika"                                           | 23º             | 27              |
| 23° | Croácia       | Baby Lasagna               | "Rim Tim Tagi Dim"                                   | 2º              | 547             |
| 24° | Geórgia       | Nutsa Buzaladze            | "Firefighter"                                        | 21º             | 34              |
| 25° | França        | Slimane                    | "Mon amour"                                          | 4º              | 445             |
| 26º | Áustria       | Kaleen                     | "We Will Rave"                                       | 24º             | 24              |

## Outros países

### Membros ativos da UER
- Macedónia do Norte - Apesar da sua retirada em 2023, a emissora norte-macedónia MRT manifestou interesse em regressar em 2024,[137] algo que, no entanto, não se concretizou.[138]
- Mónaco - A 22 de Novembro de 2021, o site Eurovoix informou que parte do orçamento do Estado monegasco foi reservado para participação na edição de 2023.[139][140] No entanto, os planos foram adiados porque o lançamento do novo canal de televisão público de Mónaco, TVMonaco, foi adiado para 1 de Setembro de 2023,[141] em vez do inicialmente previsto para o final de 2022, colocando a possibilidade de Mónaco regressar ao certame em 2024, no mínimo.[142][143] A última vez que o pais participou foi em 2006.
- Roménia - A 8 de Setembro de 2023, foi noticiado que, de acordo com várias fontes do organismo de radiodifusão romeno, TVR, o país não participaria em 2024 devido às dificuldades financeiras da emissora; o departamento de comunicação da TVR comentou que a sua participação em 2024 ainda não tinha sido discutida no âmbito da direção do organismo de radiodifusão. Pouco tempo depois, foi noticiado que a TVR tinha apresentado um novo plano orçamental ao Ministério das Finanças da Roménia e que a participação do país dependeria da aprovação do mesmo.[144]
- Turquia - Kemal Kılıçdaroğlu, o principal candidato da oposição nas eleições presidenciais turcas de 2023, declarou em 2021 que apoiaria o regresso da Turquia ao Festival Eurovisão da Canção mas como o candidato acabou por perder as eleições, a questão não voltou a ser discutida. A Turquia participou pela última vez em 2012.[145]

### Membros associados da UER
- Austrália - O acordo selado entre União Europeia de Radiodifusão e a emissora australiana Special Broadcasting Service em 2019 assegurava a participação da Austrália até 2023,[146] tendo o acordo sido renovado com a sua integração na lista de participantes.[36]

## Transmissão do Festival
Todas as emissoras participantes podem optar por terem comentadores a informar sobre todos os acontecimentos ao seu público local. Embora devam transmitir pelo menos a semifinal em que votam e a final, a maioria das emissoras transmite todos os três espetáculos com planos de programação diferentes. Para além disso, algumas emissoras não participantes transmitem o concurso. O canal oficial da Eurovisão no YouTube oferece transmissões internacionais em direto sem comentários de todos os espetáculos. A seguir estão as emissoras que confirmaram total ou parcialmente seus planos de transmissão:

### Emissoras e comentaristas nos países participantes
| País          | Canal                             | Canal                             | Canal                             | Comentadores | Comentadores                                                                                       | Comentadores                                                                                       | Porta-voz                 | Ref.                                                    |
| País          | 1.ª semifinal                     | 2.ª semifinal                     | Final                             | 1.ª semifinal | 2.ª semifinal                                                                                      | Final                                                                                              | Porta-voz                 | Ref.                                                    |
| ------------- | --------------------------------- | --------------------------------- | --------------------------------- | --- | -------------------------------------------------------------------------------------------------- | -------------------------------------------------------------------------------------------------- | ------------------------- | ------------------------------------------------------- |
| Albânia       | RTSH 1, RTSH Muzikë, Radio Tirana | RTSH 1, RTSH Muzikë, Radio Tirana | RTSH 1, RTSH Muzikë, Radio Tirana | Andri Xhahu | Andri Xhahu                                                                                        | Andri Xhahu                                                                                        | Andri Xhahu               | [ 147 ] [ 148 ]                                         |
| Alemanha      | One                               | One                               | Das Erste                         | Thorsten Schorn | Thorsten Schorn                                                                                    | Thorsten Schorn                                                                                    | Ina Müller                | [ 42 ] [ 149 ]                                          |
| Alemanha      |                                   |                                   | Radio Eins                        | Amelie Ernst & Max Spallek                                                                                             | Amelie Ernst & Max Spallek                                                                         | Amelie Ernst & Max Spallek                                                                         | Ina Müller                | [ 150 ] [ 151 ] [ 152 ] [ 153 ]                         |
| Arménia       | ARMTV                             | ARMTV                             | ARMTV                             | Hrachuhi Utmazyan & Sevak Hakobyan                                                                                     | Hrachuhi Utmazyan & Sevak Hakobyan                                                                 | Hrachuhi Utmazyan & Sevak Hakobyan                                                                 | A ser anunciado           |                                                         |
| Áustria       | ORF 1                             | ORF 1                             | ORF 1                             | Andi Knoll | Andi Knoll                                                                                         | Andi Knoll                                                                                         | Philipp Hansa             | [ 154 ]                                                 |
| Áustria       |                                   |                                   | FM4                               | Jan Böhmermann & Olli Schulz                                                                                           | Jan Böhmermann & Olli Schulz                                                                       | Jan Böhmermann & Olli Schulz                                                                       | Philipp Hansa             | [ 155 ] [ 156 ]                                         |
| Austrália     | SBS                               | SBS                               | SBS                               | Myf Warhurst & Joel Creasey                                                                                            | Myf Warhurst & Joel Creasey                                                                        | Myf Warhurst & Joel Creasey                                                                        | Danny Estrin              | [ 157 ] [ 158 ] [ 159 ]                                 |
| Azerbaijão    | İTV                               | İTV                               | İTV                               | Nurlana Jafarova | Nurlana Jafarova                                                                                   | Nurlana Jafarova                                                                                   | Aysel Teymurzadeh         | [ 160 ]                                                 |
| Bélgica       | Tipik                             | La Une                            | La Une                            | Maureen Louys & Jean-Louis Lahaye (em francês)                                                                         | Maureen Louys & Jean-Louis Lahaye (em francês)                                                     | Maureen Louys & Jean-Louis Lahaye (em francês)                                                     | Livia Dushkoff            | [ 161 ] [ 162 ] [ 163 ] [ 164 ]                         |
| Bélgica       |                                   | VivaCité                          |                                   | Maureen Louys & Jean-Louis Lahaye (em francês)                                                                         | Maureen Louys & Jean-Louis Lahaye (em francês)                                                     | Maureen Louys & Jean-Louis Lahaye (em francês)                                                     | Livia Dushkoff            | [ 161 ] [ 162 ] [ 163 ] [ 164 ]                         |
| Bélgica       | VRT 1                             | VRT 1                             | VRT 1                             | Peter Van de Veire (em holandês)                                                                                       | Peter Van de Veire (em holandês)                                                                   | Peter Van de Veire (em holandês)                                                                   | Livia Dushkoff            | [ 165 ] [ 166 ]                                         |
| Bélgica       |                                   | Radio 2                           |                                   | Peter Van de Veire (em holandês)                                                                                       | Peter Van de Veire (em holandês)                                                                   | Peter Van de Veire (em holandês)                                                                   | Livia Dushkoff            | [ 165 ] [ 166 ]                                         |
| Chéquia       | ČT2                               | ČT2                               | ČT2                               | Vašek Matějovský, Patricie Kaňok Fuxová & Dominika Hašková                                                             | Vašek Matějovský, Patricie Kaňok Fuxová & Dominika Hašková                                         | Vašek Matějovský, Patricie Kaňok Fuxová & Dominika Hašková                                         | A ser anunciado           | [ 167 ] [ 168 ]                                         |
| Chipre        | RIK 1, RIK Sat                    | RIK 1, RIK Sat                    | RIK 1, RIK Sat                    | Melina Karageorgiou & Hovig Demirjian                                                                                  | Melina Karageorgiou & Hovig Demirjian                                                              | Melina Karageorgiou & Hovig Demirjian                                                              | Loukas Hamatsos           | [ 169 ] [ 170 ] [ 171 ] [ 172 ]                         |
| Chipre        | RIK Trito                         | RIK Trito                         | RIK Trito                         | A ser anunciado | A ser anunciado                                                                                    | A ser anunciado                                                                                    | Loukas Hamatsos           | [ 173 ] [ 174 ] [ 175 ] [ 176 ]                         |
| Croácia       | HRT 1                             | HRT 1                             | HRT 1                             | Duško Čurlić | Duško Čurlić                                                                                       | Duško Čurlić                                                                                       | A ser anunciado           | [ 177 ]                                                 |
| Croácia       | HR 2                              | HR 2                              | HR 2                              | Zlatko Turkalj | Zlatko Turkalj                                                                                     | Zlatko Turkalj                                                                                     | A ser anunciado           | [ 178 ]                                                 |
| Dinamarca     | DR1                               | DR1                               | DR1                               | Ole Tøpholm | Ole Tøpholm                                                                                        | Ole Tøpholm                                                                                        | Stéphanie Surrugue        | [ 179 ] [ 180 ] [ 181 ]                                 |
| Eslovénia     | TV SLO 1                          | TV SLO 2                          | TV SLO 1                          | Andrej Hofer | Andrej Hofer                                                                                       | Andrej Hofer                                                                                       | Lorella Flego             | [ 182 ] [ 183 ] [ 184 ]                                 |
| Eslovénia     | Radio Val 202                     |                                   | Radio Val 202                     | Maj Valerij | | Maj Valerij                                                                                        | Lorella Flego             | [ 182 ] [ 183 ] [ 184 ]                                 |
| Espanha       | La 2                              | La 1                              | La 1                              | Julia Varela & Tony Aguilar (em castelhano)                                                                            | Julia Varela & Tony Aguilar (em castelhano)                                                        | Julia Varela & Tony Aguilar (em castelhano)                                                        | Soraya Arnelas            | [ 185 ] [ 186 ] [ 187 ]                                 |
| Espanha       | TVE Internacional                 | TVE Internacional                 | TVE Internacional                 | Julia Varela & Tony Aguilar (em castelhano)                                                                            | Julia Varela & Tony Aguilar (em castelhano)                                                        | Julia Varela & Tony Aguilar (em castelhano)                                                        | Soraya Arnelas            | [ 188 ]                                                 |
| Espanha       |                                   |                                   | Radio Nacional                    | David Asensio, Sara Calvo, Ángela Fernández, Manu Martín-Albo & Luis Miguel Montes (em castelhano)                     | David Asensio, Sara Calvo, Ángela Fernández, Manu Martín-Albo & Luis Miguel Montes (em castelhano) | David Asensio, Sara Calvo, Ángela Fernández, Manu Martín-Albo & Luis Miguel Montes (em castelhano) | Soraya Arnelas            | [ 189 ]                                                 |
| Espanha       | RTVE Catalunya                    | RTVE Catalunya                    | RTVE Catalunya                    | Sònia Urbano & Xavi Martínez (em catalão)                                                                              | Sònia Urbano & Xavi Martínez (em catalão)                                                          | Sònia Urbano & Xavi Martínez (em catalão)                                                          | Soraya Arnelas            | [ 190 ] [ 191 ]                                         |
| Espanha       |                                   | Ràdio 4                           |                                   | Sònia Urbano & Xavi Martínez (em catalão)                                                                              | Sònia Urbano & Xavi Martínez (em catalão)                                                          | Sònia Urbano & Xavi Martínez (em catalão)                                                          | Soraya Arnelas            | [ 190 ] [ 191 ]                                         |
| Estónia       | ETV                               | ETV                               | ETV                               | Marko Reikop (em estónio)                                                                                              | Marko Reikop (em estónio)                                                                          | Marko Reikop (em estónio)                                                                          | Birgit Sarrap             | [ 192 ] [ 193 ]                                         |
| Estónia       | ETV+                              | ETV+                              | ETV+                              | Aleksandr Hobotov & Julia Kalenda (em russo)                                                                           | Aleksandr Hobotov & Julia Kalenda (em russo)                                                       | Aleksandr Hobotov & Julia Kalenda (em russo)                                                       | Birgit Sarrap             | [ 192 ] [ 193 ]                                         |
| Estónia       | ETV2                              | ETV2                              | ETV2                              | Vários intérpretes (em língua gestual)                                                                                 | Vários intérpretes (em língua gestual)                                                             | Vários intérpretes (em língua gestual)                                                             | Birgit Sarrap             | [ 192 ] [ 193 ]                                         |
| Finlândia     | Yle TV1, TV Finland               | Yle TV1, TV Finland               | Yle TV1, TV Finland               | Mikko Silvennoinen (em finlandês)                                                                                      | Mikko Silvennoinen (em finlandês)                                                                  | Mikko Silvennoinen (em finlandês)                                                                  | Käärijä                   | [ 194 ] [ 195 ] [ 196 ] [ 197 ]                         |
| Finlândia     | Yle TV1, TV Finland               | Yle TV1, TV Finland               | Yle TV1, TV Finland               | Eva Frantz & Johan Lindroos (em sueco)                                                                                 | | | Käärijä                   | [ 194 ] [ 195 ] [ 196 ] [ 197 ]                         |
| Finlândia     | Yle X3M                           |                                   |                                   | | | | Käärijä                   | [ 194 ] [ 195 ] [ 196 ] [ 197 ]                         |
| Finlândia     | Yle Radio Suomi                   | Yle Radio Suomi                   | Yle Radio Suomi                   | Toni Laaksonen & Sanna Pirkkalainen (em finlandês)                                                                     | Toni Laaksonen & Sanna Pirkkalainen (em finlandês)                                                 | Toni Laaksonen & Sanna Pirkkalainen (em finlandês)                                                 | Käärijä                   | [ 194 ] [ 195 ] [ 196 ] [ 197 ]                         |
| Finlândia     | Yle Areena                        | Yle Areena                        | Yle Areena                        | Heli Huovinen (em lapónico inariano)                                                                                   | Heli Huovinen (em lapónico inariano)                                                               | Heli Huovinen (em lapónico inariano)                                                               | Käärijä                   | [ 194 ] [ 195 ] [ 196 ] [ 197 ]                         |
| Finlândia     | Yle Areena                        | Yle Areena                        | Yle Areena                        | Aslak Paltto (em lapónico setentrional)                                                                                | | | Käärijä                   | [ 194 ] [ 195 ] [ 196 ] [ 197 ]                         |
| Finlândia     | Yle Areena                        |                                   | Yle Areena                        | Levan Tvaltvadze (em russo)                                                                                            | Levan Tvaltvadze (em russo)                                                                        | Levan Tvaltvadze (em russo)                                                                        | Käärijä                   | [ 194 ] [ 195 ] [ 196 ] [ 197 ]                         |
| França        | Culturebox                        | Culturebox                        | France 2                          | Nicky Doll | Nicky Doll                                                                                         | Stéphane Bern & Laurence Boccolini                                                                 | Natasha St-Pier           | [ 198 ] [ 199 ] [ 200 ]                                 |
| Geórgia       | 1TV                               | 1TV                               | 1TV                               | Nika Lobiladze | Nika Lobiladze                                                                                     | Nika Lobiladze                                                                                     | Sopho Khalvashi           | [ 201 ] [ 202 ] [ 203 ]                                 |
| Grécia        | ERT                               | ERT                               | ERT                               | Thanasis Alevras & Jérôme Kaluta                                                                                       | Thanasis Alevras & Jérôme Kaluta                                                                   | Thanasis Alevras & Jérôme Kaluta                                                                   | Helena Paparizou          | [ 204 ] [ 205 ] [ 206 ]                                 |
| Grécia        | Deftero Programma                 | Deftero Programma                 | Deftero Programma                 | Dimitris Meidanis | Dimitris Meidanis                                                                                  | Dimitris Meidanis                                                                                  | Helena Paparizou          | [ 204 ] [ 205 ] [ 206 ]                                 |
| Irlanda       | RTÉ One                           | RTÉ2                              | RTÉ One                           | Marty Whelan | Marty Whelan                                                                                       | Marty Whelan                                                                                       | Paul Harrington           | [ 207 ] [ 208 ] [ 208 ] [ 208 ] [ 209 ] [ 209 ] [ 210 ] |
| Irlanda       | RTÉ 2fm                           |                                   | RTÉ 2fm                           | Zbyszek Zalinski & Neil Doherty                                                                                        | Zbyszek Zalinski & Neil Doherty                                                                    | Zbyszek Zalinski & Neil Doherty                                                                    | Paul Harrington           | [ 207 ] [ 208 ] [ 208 ] [ 208 ] [ 209 ] [ 209 ] [ 210 ] |
| Islândia      | RÚV                               | RÚV                               | RÚV                               | Gunna Dís Emilsdóttir                                                                                                  | Gunna Dís Emilsdóttir                                                                              | Gunna Dís Emilsdóttir                                                                              | Friðrik Ómar Hjörleifsson | [ 211 ] [ 212 ] [ 213 ] [ 214 ] [ 215 ] [ 216 ] [ 217 ] |
| Islândia      | Rás 2                             |                                   | Rás 2                             | Gunna Dís Emilsdóttir                                                                                                  | Gunna Dís Emilsdóttir                                                                              | Gunna Dís Emilsdóttir                                                                              | Friðrik Ómar Hjörleifsson | [ 211 ] [ 212 ] [ 213 ] [ 214 ] [ 215 ] [ 216 ] [ 217 ] |
| Islândia      | RÚV 2                             | RÚV 2                             | RÚV 2                             | Vários intérpretes (em língua gestual)                                                                                 | Vários intérpretes (em língua gestual)                                                             | Vários intérpretes (em língua gestual)                                                             | Friðrik Ómar Hjörleifsson | [ 211 ] [ 212 ] [ 213 ] [ 214 ] [ 215 ] [ 216 ] [ 217 ] |
| Israel        | Kan 11                            | Kan 11                            | Kan 11                            | Asaf Liberman, Akiva Novick (semifinais e final) & Yoav Tzafir (final)                                                 | Asaf Liberman, Akiva Novick (semifinais e final) & Yoav Tzafir (final)                             | Asaf Liberman, Akiva Novick (semifinais e final) & Yoav Tzafir (final)                             | Maya Alkulumbre           | [ 218 ] [ 219 ] [ 220 ]                                 |
| Israel        |                                   |                                   | Kan 88, Kan Tarbut, Kan Bet       | | | | Maya Alkulumbre           | [ 221 ] [ 222 ] [ 223 ]                                 |
| Itália        | Rai 2                             | Rai 2                             | Rai 1                             | Gabriele Corsi & Mara Maionchi                                                                                         | Gabriele Corsi & Mara Maionchi                                                                     | Gabriele Corsi & Mara Maionchi                                                                     | Mario Acampa              | [ 224 ] [ 225 ] [ 226 ] [ 227 ]                         |
| Itália        | Rai Radio 2                       | Rai Radio 2                       | Rai Radio 2                       | Diletta Parlangeli & Matteo Osso                                                                                       | Diletta Parlangeli & Matteo Osso                                                                   | Diletta Parlangeli & Matteo Osso                                                                   | Mario Acampa              | [ 224 ] [ 225 ] [ 226 ] [ 227 ]                         |
| Letónia       | LTV1                              | LTV1                              | LTV1                              | Toms Grēviņš (semifinais e final) & Lauris Reiniks (final)                                                             | Toms Grēviņš (semifinais e final) & Lauris Reiniks (final)                                         | Toms Grēviņš (semifinais e final) & Lauris Reiniks (final)                                         | A ser anunciado           | [ 228 ] [ 229 ]                                         |
| Lituânia      | LRT TV, LRT Radijas               | LRT TV, LRT Radijas               | LRT TV, LRT Radijas               | Ramūnas Zilnys | Ramūnas Zilnys                                                                                     | Ramūnas Zilnys                                                                                     | A ser anunciado           |                                                         |
| Luxemburgo    | RTL, RTL Radio                    | RTL, RTL Radio                    | RTL, RTL Radio                    | Raoul Roos & Roger Saurfeld (em luxemburguês)                                                                          | Raoul Roos & Roger Saurfeld (em luxemburguês)                                                      | Raoul Roos & Roger Saurfeld (em luxemburguês)                                                      | Désirée Nosbusch          | [ 37 ] [ 230 ] [ 231 ]                                  |
| Luxemburgo    | RTL Today                         | RTL Today                         | RTL Today                         | Sarah Tapp & Meredith Moss (em inglês)                                                                                 | Sarah Tapp & Meredith Moss (em inglês)                                                             | Sarah Tapp & Meredith Moss (em inglês)                                                             | Désirée Nosbusch          | [ 232 ]                                                 |
| Luxemburgo    | RTL Infos                         | RTL Infos                         | RTL Infos                         | Jerôme Didelot (em francês)                                                                                            | Jerôme Didelot (em francês)                                                                        | Jerôme Didelot (em francês)                                                                        | Désirée Nosbusch          | [ 233 ]                                                 |
| Malta         | TVM                               | TVM                               | TVM                               | Sem comentadores | Sem comentadores                                                                                   | Sem comentadores                                                                                   | Matt Blxck                | [ 234 ] [ 235 ] [ 236 ] [ 237 ]                         |
| Moldávia      | Moldova 1, Radio Moldova          | Moldova 1, Radio Moldova          | Moldova 1, Radio Moldova          | Angela Rudenco | Angela Rudenco                                                                                     | Angela Rudenco                                                                                     | A ser anunciado           | [ 238 ] [ 239 ]                                         |
| Noruega       | NRK1                              | NRK1                              | NRK1                              | Marte Stokstad | Marte Stokstad                                                                                     | Marte Stokstad                                                                                     | Ingvild Helljesen         | [ 240 ] [ 241 ]                                         |
| Noruega       |                                   |                                   | NRK P1                            | | | Jon Marius Hyttebakk                                                                               | Ingvild Helljesen         | [ 240 ] [ 241 ]                                         |
| Países Baixos | NPO 1, BVN                        | NPO 1, BVN                        | NPO 1, BVN                        | Cornald Maas & Jacqueline Govaert                                                                                      | Cornald Maas & Jacqueline Govaert                                                                  | Cornald Maas & Jacqueline Govaert                                                                  | Nikkie de Jager           | [ 242 ] [ 243 ]                                         |
| Países Baixos |                                   |                                   | NPO Radio 2                       | | | Carolien Borgers                                                                                   | Nikkie de Jager           | [ 244 ] [ 245 ]                                         |
| Polónia       | TVP1, TVP Polonia                 | TVP1, TVP Polonia                 | TVP1, TVP Polonia                 | Artur Orzech | Artur Orzech                                                                                       | Artur Orzech                                                                                       | Viki Gabor                | [ 246 ] [ 247 ]                                         |
| Portugal      | RTP1, RTP Internacional, RTP Play | RTP1, RTP Internacional, RTP Play | RTP1, RTP Internacional, RTP Play | José Carlos Malato & Nuno Galopim                                                                                      | José Carlos Malato & Nuno Galopim                                                                  | José Carlos Malato & Nuno Galopim                                                                  | Mimicat                   | [ 248 ] [ 249 ]                                         |
| Portugal      | RTP África                        |                                   | RTP África                        | José Carlos Malato & Nuno Galopim                                                                                      | José Carlos Malato & Nuno Galopim                                                                  | José Carlos Malato & Nuno Galopim                                                                  | Mimicat                   | [ 248 ] [ 249 ]                                         |
| Reino Unido   | BBC One                           | BBC One                           | BBC One                           | Scott Mills & Rylan Clark                                                                                              | Scott Mills & Rylan Clark                                                                          | Graham Norton                                                                                      | Joanna Lumley             | [ 250 ] [ 251 ] [ 252 ] [ 253 ] [ 254 ]                 |
| Reino Unido   | BBC Red Button                    | BBC Red Button                    | BBC Red Button                    | Vários intérpretes (em língua gestual)                                                                                 | Vários intérpretes (em língua gestual)                                                             | Vários intérpretes (em língua gestual)                                                             | Joanna Lumley             | [ 255 ] [ 256 ] [ 257 ]                                 |
| Reino Unido   | BBC Radio 2                       | BBC Radio 2                       | BBC Radio 2                       | Richie Anderson | Richie Anderson                                                                                    | Scott Mills & Rylan Clark                                                                          | Joanna Lumley             | [ 251 ]                                                 |
| San Marino    | San Marino RTV                    | San Marino RTV                    | San Marino RTV                    | Lia Fiorio & Gigi Restivo                                                                                              | Lia Fiorio & Gigi Restivo                                                                          | Lia Fiorio & Gigi Restivo                                                                          | A ser anunciado           | [ 258 ] [ 259 ]                                         |
| Sérvia        | RTS 1                             | RTS 2                             | RTS 1                             | Duška Vučinić | Duška Vučinić                                                                                      | Duška Vučinić                                                                                      | Konstrakta                | [ 260 ] [ 261 ] [ 262 ] [ 260 ]                         |
| Sérvia        | RTS Svet                          | RTS Svet                          | RTS Svet                          | Duška Vučinić | Duška Vučinić                                                                                      | Duška Vučinić                                                                                      | Konstrakta                | [ 263 ] [ 264 ]                                         |
| Sérvia        | Radio Beograd 1                   | Radio Beograd 1                   | Radio Beograd 1                   | Katarina Epstein (semifinais e final) & Nikoleta Dojčinović (final)                                                    | Katarina Epstein (semifinais e final) & Nikoleta Dojčinović (final)                                | Katarina Epstein (semifinais e final) & Nikoleta Dojčinović (final)                                | Konstrakta                | [ 265 ]                                                 |
| Suécia        | SVT1                              | SVT1                              | SVT1                              | Tina Mehrafzoon & Edward af Sillén (em sueco)                                                                          | Tina Mehrafzoon & Edward af Sillén (em sueco)                                                      | Tina Mehrafzoon & Edward af Sillén (em sueco)                                                      | Frans                     | [ 266 ] [ 267 ] [ 267 ] [ 267 ]                         |
| Suécia        | SVT Play                          | SVT Play                          | SVT Play                          | Heli Huovinen (em lapónico inariano)                                                                                   | Heli Huovinen (em lapónico inariano)                                                               | Heli Huovinen (em lapónico inariano)                                                               | Frans                     | [ 268 ] [ 269 ]                                         |
| Suécia        | SVT Play                          | SVT Play                          | SVT Play                          | Aslak Paltto (em lapónico setentrional)                                                                                | | | Frans                     | [ 268 ] [ 269 ]                                         |
| Suécia        | SR P4                             | SR P4                             | SR P4                             | Carolina Norén (em sueco)                                                                                              | Carolina Norén (em sueco)                                                                          | Carolina Norén (em sueco)                                                                          | Frans                     | [ 270 ] [ 271 ] [ 272 ] [ 273 ]                         |
| Suíça         | SRF zwei                          | SRF zwei                          | SRF 1                             | Sven Epiney (em alemão)                                                                                                | Sven Epiney (em alemão)                                                                            | Sven Epiney (em alemão)                                                                            | Jennifer Bosshard         | [ 274 ]                                                 |
| Suíça         | RTS 2                             | RTS 2                             | RTS 1                             | | | Jean-Marc Richard, Nicolas Tanner & Julie Berthollet (em francês)                                  | Jennifer Bosshard         | [ 275 ] [ 276 ] [ 277 ]                                 |
| Suíça         | RSI La 2                          | RSI La 2                          | RSI La 1                          | Ellis Cavallini & Gian-Andrea Costa (em italiano)                                                                      | Ellis Cavallini & Gian-Andrea Costa (em italiano)                                                  | Ellis Cavallini & Gian-Andrea Costa (em italiano)                                                  | Jennifer Bosshard         | [ 278 ] [ 279 ] [ 280 ]                                 |
| Ucrânia       | Suspilne Kultura                  | Suspilne Kultura                  | Suspilne Kultura                  | Timur Miroshnychenko (em ucraniano)                                                                                    | Timur Miroshnychenko (em ucraniano)                                                                | Timur Miroshnychenko (em ucraniano)                                                                | Jamala                    | [ 281 ] [ 282 ]                                         |
| Ucrânia       | Suspilne Kultura                  | Suspilne Kultura                  | Suspilne Kultura                  | Tetiana Zhurkova, Inna Petrova, Iryna Skolotova, Yuliia Porplik, Anfisa Boldusieva & Lada Sokoliuk (em língua gestual) | | | Jamala                    | [ 281 ] [ 282 ]                                         |
| Ucrânia       | Radio Promin                      | Radio Promin                      | Radio Promin                      | Dmytro Zakharchenko & Lesia Antypenko                                                                                  | Dmytro Zakharchenko & Lesia Antypenko                                                              | Dmytro Zakharchenko & Lesia Antypenko                                                              | Jamala                    | [ 283 ]                                                 |

### Emissoras e comentaristas nos países não participantes
| País               | Canal                 | Canal                 | Canal                 | Comentadores                   | Comentadores                   | Comentadores                                                | Ref.                    |
| País               | 1.ª semifinal         | 2.ª semifinal         | Final                 | 1.ª semifinal                  | 2.ª semifinal                  | Final                                                       | Ref.                    |
| ------------------ | --------------------- | --------------------- | --------------------- | ------------------------------ | ------------------------------ | ----------------------------------------------------------- | ----------------------- |
| Brasil             |                       |                       | Zapping Channel       |                                |                                | Priscila Bertozzi                                           |                         |
| Chile              |                       |                       | Zapping Channel       |                                |                                | Rayén Araya & Ignacio Lira                                  | [ 284 ]                 |
| Eslováquia         |                       |                       | Rádio FM              |                                |                                | Daniel Baláž, Lucia Haverlík, Pavol Hubinák & Juraj Malíček | [ 285 ] [ 286 ]         |
| Estados Unidos     | Peacock               | Peacock               | Peacock               | Sem comentadores               | Sem comentadores               | Sem comentadores                                            | [ 287 ]                 |
| Kosovo             | RTK 1, Radio Kosovo 2 | RTK 1, Radio Kosovo 2 | RTK 1, Radio Kosovo 2 | Agron Krasniqi & Egzona Rafuna | Agron Krasniqi & Egzona Rafuna | Agron Krasniqi & Egzona Rafuna                              | [ 288 ]                 |
| Montenegro         | TVCG 1                | TVCG 1                | TVCG 1                | Dražen Bauković                | Dražen Bauković                | Dražen Bauković                                             | [ 289 ] [ 290 ]         |
| Montenegro         | Radio 98              | Radio 98              | Radio 98              | Sem comentadores               | Sem comentadores               | Sem comentadores                                            | [ 289 ] [ 290 ]         |
| Macedónia do Norte | MRT 1, Radio Skopje   | MRT 1, Radio Skopje   | MRT 1, Radio Skopje   | Aleksandra Jovanovska          | Aleksandra Jovanovska          | Aleksandra Jovanovska                                       | [ 291 ] [ 292 ] [ 293 ] |

## Controvérsias

### Participação de Israel
Desde a eclosão da guerra Israel-Hamas, a 7 de outubro de 2023, têm sido feitos apelos crescentes para que Israel seja excluído do certame, com base na crise humanitária resultante das operações militares israelitas na Faixa de Gaza; isto incluiu protestos e petições dirigidas a emissoras nacionais em vários países participantes, nomeadamente na Finlândia, Islândia, Noruega, Irlanda, entre outros, exigindo que se retirassem ou pressionassem a União Europeia de Radiodifusão para excluir Israel. A emissora islandesa RÚV deverá discutir a sua participação com o artista vencedor da sua final nacional. Até janeiro de 2024, nenhuma emissora manifestou oposição à participação do país.
Em novembro de 2023, a equipa de produção da SVT declarou a sua intenção de aumentar as medidas de segurança e de manter contacto com a autoridade policial de Malmö durante o concurso, citando o risco de potenciais ataques terroristas como uma repercussão da guerra.
Durante o mês de janeiro de 2024, a UER anunciou que a Eurovisão "é uma competição entre organizações de serviço público de toda a Europa e do Médio Oriente, que são membros da União Europeia de Radiodifusão. É uma competição para emissoras – não para governos", rejeitando a exclusão de Israel do certame.
No final de fevereiro de 2024, vários relatos dos mídia israelitas afirmaram que duas músicas foram selecionadas para consideração, intituladas "October Rain" e "Dance Forever", e que ambas foram submetidas à UER para avaliação, mas foram rejeitados por conterem mensagens políticas. A emissora israelita IPBC/Kan confirmou estas decisões a 3 de março, ao mesmo tempo que afirmou que pediu aos escritores de ambas as canções que "fizessem os ajustes necessários" para que fossem elegíveis. A música selecionada, intitulada "Hurricane", foi aprovada pela UER no dia 7 de março e revelada três dias depois.

#### Ações de protesto

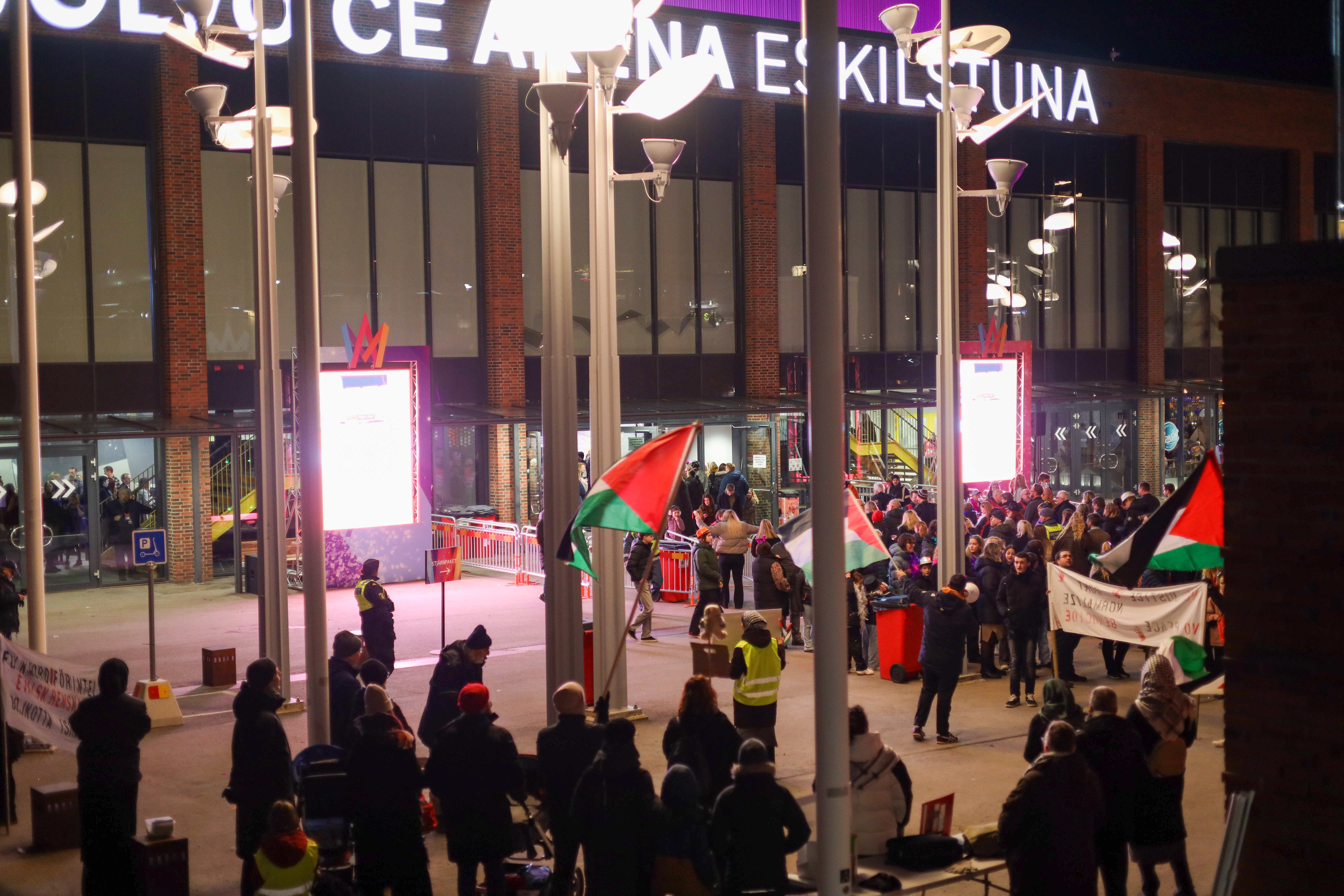
Protesto contra Israel à porta do Melodifestivalen 2024

Várias seleções nacionais foram alvo de protestos a favor do boicote de Israel do certame, como na Noruega, Suécia, Dinamarca, e na Finlândia. Para além disso, a 11 de março de 2024, a sinalização digital instalada no Malmö Live em preparação para o concurso foi salpicada com tinta vermelha e a sua base foi com spray com as palavras "Gaza Livre".
A polícia de Malmö teria recebido três pedidos de protestos a serem organizados a partir de 13 de março de 2024: um contra a participação israelita na competição, planeada para incluir 10 mil pessoas numa caminhada de Stortorget a Möllevångstorget; outro contra a guerra em Gaza, a ser organizado fora da Malmö Arena; e um para mostrar apoio à delegação israelita da Eurovisão.

### Desqualificação da entrada neerlandesa
Durante o primeiro ensaio geral para a final o representante holandês, Joost Klein, não compareceu para a sua atuação, apesar de ter estado presente durante o desfile das bandeiras. A União Europeia de Radiodifusão declarou num comunicado de imprensa que estava "a investigar um incidente que lhe foi comunicado e que envolvia o artista neerlandês", bem como que "este não iria ensaiar até nova ordem". O artista também não esteve presente no espetáculo do júri, tendo sido utilizada uma gravação da sua atuação na segunda semi-final. O incidente envolveu uma funcionária que apresentou queixa contra Klein. As emissoras holandesas AVROTROS e NPO tiveram uma discussão com a UER e este incidente levou à desqualificação do participante neerlandês.

### Denuncias de assédio e perseguição
Várias delegações, incluindo Portugal, denunciaram que a comitiva israelita estava a cometer a assediar e perseguir membros das comitivas da Irlanda, Grécia, Suíça e Países Baixos. A comitiva portuguesa, não sendo alvos dos assédios, por ser mais discreta na oposição à participação de Israel, afirma ter testemunhado os mesmos. Por esse motivo, Portugal terá pedido à União Europeia de Radiodifusão, organizadora do festival, uma reunião de emergência que terá tido lugar no dia da final.
A equipa da Irlanda também apresentou queixa em relação ao assédio do que estava a ser vítima por parte de Israel.
A comitiva neerlandesa também afirma que o representante apenas respondeu aos assédios dos quais estava a ser vítima. Um membro do evento terá alegadamente filmado Joost Klein sem o seu consentimento múltiplas vezes, após o mesmo ter pedido que parasse. O incidente não foi considerado grave pelas autoridades suecas.

### Acusações de censura
A EBU retirou das redes sociais a atuação da representante de Portugal, Iolanda, porque a artista mostrou as unhas pintadas com o padrão do keffiyeh, símbolo de resistência da Palestina e por ter dito no final da canção: "A paz irá prevalecer". O vídeo da atuação foi o último a ser colocado, sendo o único que não seguiu a ordem das apresentações.
A comitiva francesa também temeu censura e sanções após Slimane ter feito um discurso acerca da paz durante os ensaios gerais.
Uma bandeira da causa não-binária também foi proibida de entrar no recinto. Mas tarde, a bandeira foi alegadamente erguida durante a atuação da Suíça. Nemo identifica-se como pessoa não binária.